# Normal Studio
Normal Studio est un studio de création basé à Montréal. Le studio conçoit et produit des expériences immersives pour les arts de la scène, le divertissement et les installations publiques qui rapprochent les artistes avec leurs publics. L'équipe se spécialise en conception visuelle, scénographie et les nouveaux médias comme le mapping video, l'interactivité et la réalité virtuelle.

## Historique
Fondée en 2009 par les directeurs de création Mathieu St-Arnaud et Philippe Belhumeur sous le nom de Turbine, la compagnie est devenue Normal Studio en 2016 dans le désir d'être reconnue pour son expertise créative et artistique. En 10 ans, le studio a réalisé de nombreux environnements multimédias pour des spectacles et des événements tels que Séptimo Día - No Descansaré  du Cirque du Soleil, le parcours de projections Cité Mémoire de Michel Lemieux et Victor Pilon, la compétition Six Invitational 2019 du jeu vidéo Tom Clancy's Rainbow Six Siege de Ubisoft Montreal, les contes de Fred Pellerin avec l'Orchestre symphonique de Montréal et le concert symphonique Réflexions sur la vie de l'Orchestre du Centre national des arts du Canada. 

## Projets et collaborations
- 2010 - Le spectacle Rain: A Tribute to the Beatles (en) on Broadway[5]
- 2011 - La Belle et la Bête par Lemieux Pilon 4D Art en coproduction avec Théâtre du Nouveau Monde.
- 2011 - La tournée Get Your Heart On! du groupe québécois Simple Plan
- 2013 - Le film immersif Continuum au Planetarium Rio Tinto Alcan et Espace pour la vie
- 2014 - La pièce de théâtre Icare mise en scène par Michel Lemieux et Victor Pilon en coproduction avec le Théâtre du Nouveau Monde
- 2014 - L'installation médiatique Territoires Oniriques - 30 ans de création scénique au Musée des Beaux-Arts de Montréal
- 2015 - La pièce de théâtre Le journal d'Anne Frank[6], mise en scène par Lorraine Pintal d'après le texte d'Éric Emmanuel Schmitt
- 2015 - Vivre et archiver chaque page qui se tourne[7], spectacle son et lumière dans le cadre des 10 ans de la Bibliothèque et Archives nationales du Québec.
- 2016 - Le parcours de projections Cité Mémoire de Montréal en Histoires
- 2016 - Le film 360 en réalité virtuelle Ma Réserve[8] de Brigitte Poupart
- 2016 - Le concert symphonique Réflexions sur la vie de l'Orchestre du Centre national des arts du Canada dirigé par le directeur artistique Alexander Shelley
- 2017 - Le spectacle Montréal Symphonique[9] dans le cadre des célébrations du 375e anniversaire de Montréal et du 150e anniversaire du Canada.
- 2017 - La comédie musicale Les 3 Mousquetaires mise en scène par Dominic Champagne et René Richard Cyr et produit par Couillier Productions et NRJ
- 2017 - Le spectacle de cirque Sep7imo Dia mis en scène par Michel Laprise et produit par le Cirque du Soleil
- 2017 - Le concert symphonique The Man With The Violin de l'Orchestre du Centre national des arts du Canada et du National Symphonique Orchestra de Washington
- 2017 - MALA, spectacle son et lumière sur l’Assemblée législative de Fredericton[10]
- 2018 - Le spectacle Les Jours de la Semelle de Fred Pellerin avec l’Orchestre symphonique de Montréal à la Maison Symphonique, mis en scène par René Richard Cyr
- 2018 - L’exposition Planète Énergie à la Cité de l’Énergie de Shawinigan[11]
- 2018 - L’émission En direct de l’Univers présenté par France Beaudoin et diffusé sur Radio-Canada
- 2018 - La tournée Life Changes de Thomas Rhett
- 2019 - La compétition de eSport Six Invitational organisée par Ubisoft Montréal
- 2019 - L’opéra La Traviata de Giuseppe Verdi mis en scène par Oriol Thomas pour The Icelandic Opera[12]
- 2019 - La residence Our Kind Of Vegas de Lady Antebellum

## Prix et distinctions
- 2015 - Prix Gémeaux - Meilleurs décors : toutes catégories variétés, magazines, affaires publiques, sports : Gala Artis - TVA Productions
- 2016 - BoomeranG - Lauréat du prix dans la catégorie « environnement interactif non-commercial » : Cité Mémoire – Montréal en Histoires[13]
- 2016 - BoomeranG - Lauréat du prix surprise pour la direction artistique : Cité Mémoire - Montréal en Histoires[13]
- 2016 - BoomeranG - Lauréat du Grand Prix  : Cité Mémoire - Montréal en Histoires[13]
- 2018 - Prix Distinction Tourisme Montréal - Prix Innovation : Cité Mémoire - Montréal en Histoires[13]
- 2019 - NUMIX - Lauréat Production Culturelle - Production Muséale : Planète Énergie - La Cité de l'Énergie[11]